# Parigi-Camembert 1987
La Parigi-Camembert 1987, quarantottesima edizione della corsa e valida come evento del circuito UCI categoria CB1.1, si svolse il 21 aprile 1987. Fu vinta dall'olandese Mathieu Hermans, in 6h29'00".

## Ordine d'arrivo (Top 10)
| Pos. | Corridore               | Squadra    | Tempo    |
| ---- | ----------------------- | ---------- | -------- |
| 1    | Mathieu Hermans         | Seat-Orbea | 6h29'00" |
| 2    | Jean-René Bernaudeau    | Fagor      | s.t.     |
| 3    | Jean-Claude Colotti     | R.M.O.     | s.t.     |
| 4    | Martial Gayant          | Système U  |          |
| 5    | Ronan Pensec            | Z          |          |
| 6    | Charly Berard           | Toshiba    |          |
| 7    | Luc Leblanc             | Toshiba    |          |
| 8    | Marc Madiot             | Système U  |          |
| 9    | Thierry Marie           | Système U  |          |
| 10   | Gilbert Duclos-Lassalle | Z          |          |